# Jordan Miller
Jordan Miller (Oceanside, 8 febbraio 1997) è un giocatore di football americano statunitense che milita nel ruolo di cornerback per gli Arlington Renegades della X Football League (XFL).

## Carriera professionistica

### Atlanta Falcons
Miller fu scelto nel corso del quinto giro (172º assoluto) del Draft NFL 2019 dagli Atlanta Falcons. Debuttò come professionista subentrando nella settimana 5 contro gli Houston Texans senza fare registrare alcuna statistica. Il 26 dicembre 2019 fu sospeso per quattro partite per essere stato trovato positivo a un test antidoping. Quattro giorni dopo fu reintegrato dalla sospensione, chiudendo la sua stagione da rookie con 4 tackle in 10 presenze, nessuna delle quali come titolare.